# Rudolf Teschner
Rudolf Teschner (Potsdam, 15 febbraio 1922 – Berlino, 23 luglio 2006) è stato uno scacchista tedesco, Grande maestro Ad Honorem.
Vinse sette volte, dal 1943 al 1957, il campionato di Berlino. Vinse il campionato tedesco nel 1948 a Bad Doberan e nel 1951 a Düsseldorf.
Nel 1960 fu 2º-3º allo zonale di Berg en Dal (vinto da Friðrik Ólafsson), qualificandosi per l'interzonale di Stoccolma.
Vinse il torneo di Capodanno di Reggio Emilia 1963/64; l'anno successivo si classificò 1º-4º, ma Mario Bertok vinse lo spareggio tecnico.
Partecipò per la Germania Ovest alle olimpiadi degli scacchi del 1952 e del 1956.
Nel 1992 fu il primo Maestro Internazionale ad essere nominato dalla FIDE Grande Maestro "Ad Honorem".
Fu editore della rivista tedesca Deutsche Scachzeitung dal 1950 al 1988.
Scrisse numerosi libri, tra cui i seguenti:
- Der kleine Bilguer, Berlino 1953 (con Kurt Richter)
- Schachmeisterpartien 1960-1965, Stoccarda 1966
- Schachmeisterpartien 1966-1970 Stoccarda 1971
- Meisterspiele - Unvergeßliche Schachpartien, Goldmann, Monaco 1972
- Schachmeisterpartien 1971-1975, Stoccarda 1977
- Turnierpartien der Gegenwart, Franckh, Stoccarda 1978
- Sie sind am Zug - 300 Schach-Kombinationen, Goldmann, Monaco 1979
- Das moderne Schachlehrbuch, Goldmann, Monaco 1980
- Schachmeisterpartien 1976-1980, Stoccarda 1983
- Schach für Fortgeschrittene, Falken, Niedernhausen 1986
- Schachmeisterpartien 1981-1985, Stoccarda 1986
- Schachmeisterpartien 1986-1990, Stoccarda 1991
- Fischer gegen Spasski 1972 und 1992, Olms, Zurigo 1993
- Eine Schule des Schachs in 40 Stunden, Olms, Zurigo 1993